# Marque (rzeka)
Marque – rzeka we Francji, przepływająca przez teren departamentu Nord, o długości 31,6 km. Stanowi dopływ rzeki Skalda.